# Elecciones a la Asamblea Constituyente de Nepal de 2008
En Nepal se realizaron elecciones el día 10 de abril de 2008 para designar a los representantes que integrarán la asamblea constituyente.
En ellas, resultó vencedor Partido Comunista (Maoísta), al obtener 3.145.519 de votos, lo que representa al 30,52% del total de votos.

## Resultados
| Elecciones en Nepal del 10 de abril de 2008 Asamblea Constituyente |

| Partido                                    | Partido                                                      | Sufragio directo | Sufragio directo | Sufragio directo | Representación proporcional | Representación proporcional | Escaños | Escaños | Escaños   | Escaños | Escaños |
| Partido                                    | Partido                                                      | Votos            | %                | +/–%—            | Votos                       | %                           | SD      | RP      | Nombrados | Total   | %       |
| ------------------------------------------ | ------------------------------------------------------------ | ---------------- | ---------------- | ---------------- | --------------------------- | --------------------------- | ------- | ------- | --------- | ------- | ------- |
|                                            | Partido Comunista de Nepal (Maoísta)                         | 3,145,519        | 30.52            |                  | 3,144,204                   | 29.28                       | 120     | 100     |           | 220     | 36.60   |
|                                            | Congreso Nepalí                                              | 2,348,890        | 22.79            | –14.50           | 2,269,883                   | 21.14                       | 37      | 73      |           | 110     | 18.30   |
|                                            | Partido Comunista de Nepal (Marxista-Leninista Unificado)    | 2,229,064        | 21.63            | –16.62           | 2,183,370                   | 20.33                       | 33      | 70      |           | 103     | 17.14   |
|                                            | Foro por Derechos Madhesis                                   | 634,154          | 6.15             |                  | 678,327                     | 6.32                        | 30      | 22      |           | 52      | 8.65    |
|                                            | Partido Democrático Tarai-Madhesh                            | 345,587          | 3.35             |                  | 338,930                     | 3.16                        | 9       | 11      |           | 20      | 3.33    |
|                                            | Partido Nacional Democrático                                 | 310,214          | 3.01             | –10.84           | 263,431                     | 2.45                        | 0       | 8       |           | 8       | 1.33    |
|                                            | Partido Comunista de Nepal (Marxista-Leninista)              | 168,196          | 1.63             |                  | 243,545                     | 2.27                        | 0       | 8       |           | 8       | 1.33    |
|                                            | Partido de Buena Voluntad                                    | 174,086          | 1.69             |                  | 167,517                     | 1.56                        | 4       | 5       |           | 9       | 1.50    |
|                                            | Frente Popular de Nepal                                      | 136,846          | 1.33             | –0.89            | 164,381                     | 1.53                        | 2       | 5       |           | 7       | 1.16    |
|                                            | Partido Comunista de Nepal (Unido)                           | 39,100           | 0.38             |                  | 154,968                     | 1.44                        | 0       | 5       |           | 5       | 0.83    |
|                                            | Partido Nacional Democrático Nepal                           | 76,684           | 0.74             |                  | 110,519                     | 1.03                        | 0       | 4       |           | 4       | 0.50    |
|                                            | Frente Popular Nacional                                      | 93,578           | 0.91             |                  | 106,224                     | 0.99                        | 1       | 3       |           | 4       | 0.66    |
|                                            | Partido Nacional de Poder Popular                            | 79,925           | 0.77             |                  | 102,147                     | 0.95                        | 0       | 3       |           | 3       | 0.50    |
|                                            | Partido Obrero-Campesino de Nepal                            | 65,908           | 0.64             | +0.08            | 74,089                      | 0.69                        | 2       | 2       |           | 4       | 0.66    |
|                                            | Foro Nacional Democrático Federal                            | 36,060           | 0.35             |                  | 71,958                      | 0.67                        | 0       | 2       |           | 2       | 0.33    |
|                                            | Partido Nepalí de la Buena Voluntad (Anandidevi)             | 45,254           | 0.44             | –2.78            | 55,671                      | 0.52                        | 0       | 2       |           | 2       | 0.33    |
|                                            | Partido Nacional de Liberación Popular                       | 38,568           | 0.37             | –0.70            | 53,910                      | 0.50                        | 0       | 2       |           | 2       | 0.33    |
|                                            | Partido Popular Nepalí                                       | 17,162           | 0.17             | +0.04            | 48,990                      | 0.46                        | 0       | 2       |           | 2       | 0.33    |
|                                            | Partido Comunista de Nepal (Unificado)                       | 51,928           | 0.50             |                  | 48,600                      | 0.45                        | 0       | 2       |           | 2       | 0.33    |
|                                            | Partido Dalit-Janajati                                       | 31,444           | 0.30             |                  | 40,348                      | 0.37                        | 0       | 1       |           | 1       | 0.17    |
|                                            | Partido Nacional Nepa                                        | 11,352           | 0.11             |                  | 37,757                      | 0.35                        | 0       | 1       |           | 1       | 0.17    |
|                                            | Partido Popular Democrático Socialista, Nepal                | 13,246           | 0.13             |                  | 35,752                      | 0.33                        | 0       | 1       |           | 1       | 0.17    |
|                                            | Partido de Unidad Nacional de Chure Bhawar                   | 18,908           | 0.13             |                  | 28,575                      | 0.27                        | 0       | 1       |           | 1       | 0.17    |
|                                            | Partido Socialista Democrático de Nepal                      | 10,432           | 0.10             |                  | 25,022                      | 0.23                        | 0       | 1       |           | 1       | 0.17    |
|                                            | Nepal Parivar Dal                                            | —                | —                | —                | 23,512                      | 0.22                        | —       | 1       |           | 1       | 0.17    |
|                                            | Partido Comunista de Nepal (Marxista)                        | 1,759            | 0.02             |                  | 21,234                      | 0.20                        | 0       | 0       |           | 0       |         |
|                                            | Partido Nacional Tamsaling de Nepal                          | 5,468            | 0.05             |                  | 20,657                      | 0.19                        | 0       | 0       |           | 0       |         |
|                                            | Partido Popular Nacional                                     | 5,556            | 0.05             |                  | 19,305                      | 0.18                        | 0       | 0       |           | 0       |         |
|                                            | Partido Comunista de Nepal (Marxista Unido)                  | 10,076           | 0.10             | –0.04            | 18,717                      | 0.17                        | 0       | 0       |           | 0       |         |
|                                            | Partido de Bienestar Popular de Nepal                        | 6,700            | 0.06             |                  | 18,123                      | 0.17                        | 0       | 0       |           | 0       |         |
|                                            | Partido de Voluntad Popular de Nepal                         | 104              | 0.00             | ±0.00            | 13,173                      | 0.12                        | 0       | 0       |           | 0       |         |
|                                            | Partido Popular Nacional de Nepal                            | 4,497            | 0.04             |                  | 12,678                      | 0.12                        | 0       | 0       |           | 0       |         |
|                                            | Partido Popular de Nepal                                     | 5,635            | 0.05             |                  | 12,531                      | 0.12                        | 0       | 0       |           | 0       |         |
|                                            | Organización Nacional Mongola                                | 6,349            | 0.06             | –0.01            | 11,578                      | 0.11                        | 0       | 0       |           | 0       |         |
|                                            | Consejo de la Zona de Paz de Nepal                           | 45               | 0.00             |                  | 10,565                      | 0.10                        | 0       | 0       |           | 0       |         |
|                                            | Partido de la Paz de Nepal                                   | 970              | 0.01             |                  | 10,511                      | 0.10                        | 0       | 0       |           | 0       |         |
|                                            | Partido del Desarrollo Nacional                              | 2,612            | 0.02             |                  | 9,329                       | 0.09                        | 0       | 0       |           | 0       |         |
|                                            | Partido de los sin Tierra de Nepal (Democrático)             | 1,459            | 0.01             |                  | 8,322                       | 0.08                        | 0       | 0       |           | 0       |         |
|                                            | Partido del Desarrollo Nacional de Nepal                     | 1,603            | 0.01             |                  | 8,026                       | 0.07                        | 0       | 0       |           | 0       |         |
|                                            | Frente Obrero Dalit de Nepal                                 | 93               | 0.00             | –0.08            | 7,107                       | 0.07                        | 0       | 0       |           | 0       |         |
|                                            | Partido Socialista de Nepal                                  | 1,197            | 0.01             |                  | 6,564                       | 0.06                        | 0       | 0       |           | 0       |         |
|                                            | Partido del Ejército Muskan de Nepal Muskan Sena Nepal Party | 2,490            | 0.02             |                  | 6,292                       | 0.06                        | 0       | 0       |           | 0       |         |
|                                            | Congreso Nepalí (Nacionalista)                               | —                | —                | —                | 5,721                       | 0.05                        | —       | 0       |           | 0       |         |
|                                            | Partido Comunista de Nepal                                   | 60               | 0.00             |                  | 5,478                       | 0.05                        | 0       | 0       |           | 0       |         |
|                                            | Nuevo Frente Democrático                                     | 992              | 0.01             |                  | 5,193                       | 0.05                        | 0       | 0       |           | 0       |         |
|                                            | Partido Democrático Hindú                                    | 265              | 0.00             |                  | 4,902                       | 0.05                        | 0       | 0       |           | 0       |         |
|                                            | Partido de Igualdad de Nepal                                 | 459              | 0.00             |                  | 4,697                       | 0.04                        | 0       | 0       |           | 0       |         |
|                                            | Frente Juvenil Nacionalista                                  | 496              | 0.00             |                  | 4,772                       | 0.04                        | 0       | 0       |           | 0       |         |
|                                            | Partido Unitario de Paz - Liga Nepal                         | 316              | 0.00             |                  | 4,443                       | 0.04                        | 0       | 0       |           | 0       |         |
|                                            | Partido de Unidad Nacionalista                               | 43               | 0.00             |                  | 4,150                       | 0.04                        | 0       | 0       |           | 0       |         |
|                                            | Sa-Shakti Nepal                                              | 532              | 0.00             |                  | 3,752                       | 0.03                        | 0       | 0       |           | 0       |         |
|                                            | Partido de Liberación Popular de Nepal                       | 281              | 0.00             | –0.11            | 3,396                       | 0.03                        | 0       | 0       |           | 0       |         |
|                                            | Partido Democrático Nacional de Nepal                        | 57               | 0.00             |                  | 3,216                       | 0.03                        | 0       | 0       |           | 0       |         |
|                                            | Partido Democrático del Nuevo Nepal                          | 34               | 0.00             |                  | 3,016                       | 0.03                        | 0       | 0       |           | 0       |         |
|                                            | Partido Socialista Liberal                                   | 152              | 0.00             |                  | —                           | —                           | 0       | —       |           | 0       |         |
|                                            | Partido Nacional de Bienestar Popular de Nepal               | 96               | 0.00             |                  | —                           | —                           | 0       | —       |           | 0       |         |
|                                            | Independientes                                               | 123,619          | 1.20             | –1.54            | —                           | —                           | 2       | —       |           | 2       | 0.33    |
|                                            | No determinado                                               | —                | —                | —                | —                           | —                           | —       | —       | 26        | 26      | —       |
| Total                                      | Total                                                        | 10,306,120       | 100.00           | —                | 10,739,078                  | 100.00                      | 240     | 335     | 26        | 601     | 100.00  |
| Fuentes: www.election.gov.np nepalnews.com |                                                              |                  |                  |                  |                             |                             |         |         |           |         |         |

- Datos: Q1534989
- Multimedia: Nepalese Constituent Assembly election, 2008 / Q1534989